# کشتار سیرکل‌ویل
کشتار سیرکل‌ویل (انگلیسی: Circleville Massacre)، یک قتل‌عام در سال ۱۸۶۶ بود که طی آن ۲۷ نفر از زنان و کودکان و مردان پایوت جنوبی توسط اعضاء بزرگ‌ترین فرقه مورمونیسم کلیسای عیسی مسیح قدیسان آخرالزمان در سیرکل‌ویل، یوتا به قتل رسیدند.